# Pariser Stadtmauern

Die Stadtgrenzen von Paris vom 4. Jahrhundert bis 2015.
Gallo-römische Stadtbefestigung
karolingische Stadtmauer
Stadtmauer Philipps II. August
Stadtmauer Karls V.
Stadtbefestigung Ludwigs XIII.
Mauer der Generalpächter
Thiers'sche Stadtbefestigung
heute

Die Pariser Stadtmauern waren die Befestigungsringe um die französische Hauptstadt. Es werden im Wesentlichen sieben solcher Mauerringe unterschieden.
Man zählt wie folgt: nach der hypothetischen gallischen Stadtbefestigung die galloromanische, dann zwei mittelalterliche, die Stadtmauer Karls V., jene Ludwigs XIII., genannt „die gelben Gräben“ (Fossés jaunes), schließlich die vorrangig fiskalischen Zwecken dienende Mauer der Generalsteuerpächter (Fermiers généraux) und die Thiers'sche Mauer (bis 1919). 
Mit Ausnahme der Periode von 1670 (Abriss der Mauer von Ludwig XIII. auf Befehl Ludwigs XIV.) bis 1785, dem Beginn der Errichtung des Mauerrings der Fermiers généraux (auch Mur d'Octroi genannt) war Paris also bis ins 20. Jahrhundert stets von einem Mauerkranz umgeben. Im Zuge des Bevölkerungswachstums verschob sich dieser Befestigungsring immer weiter nach außen und hinterließ dabei nur relativ geringe bauliche Spuren: Einige von Claude-Nicolas Ledoux geschaffene Steuerpavillons erinnern etwa noch an den Mur des Fermiers généraux. 
Die Befestigungsringe leben als Straßenringe fort:
- Die Grands Boulevards markieren den Verlauf der Stadtmauern Ludwigs XIII.,
- die äußeren Boulevards  (boulevards extérieurs) den Mauerring der Fermiers généraux.
- Die Boulevards des Maréchaux bezeichnen die innere Verbindungsstraße der Thiers'schen Stadtbefestigung.
- Der Boulevard périphérique ist in den 1960er-Jahren im Rahmen der zugehörigen Zone non aedificandi entstanden.

## Geschichte

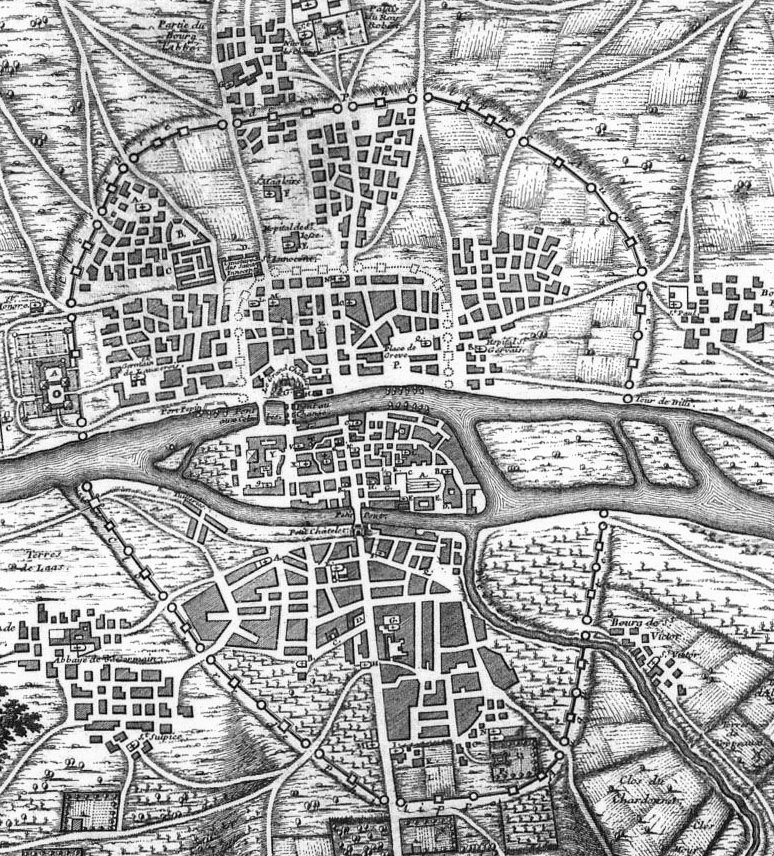
Plan von Paris im Jahr 1223, mit der Stadtmauer von König Philipp-August

Schon Julius Caesar nennt Paris ein Oppidum, also eine befestigte Siedlung auf einer Seineinsel (Id est oppidum Parisiorum, quod positum est in insula fluminis Sequanae). Ob es sich dabei tatsächlich um die heutige Île de la Cité handelt, ist aber umstritten. Gesichert ist: 285 n. Chr. flüchteten die Bewohner von Lutetia vom linken Seineufer auf die Île de la Cité und befestigten deren Ostseite mit Steinmaterial aus der Arena von Lutetia. Vom ersten mittelalterlichen Mauerring aus dem 10. Jahrhundert wurden noch keine Spuren gefunden. Mehr weiß man über die Mauer des Königs Philipp-August. Sie wurde 1190 bis 1213 errichtet und umschloss 253 Hektar Land auf beiden Seiten der Seine.
Von 1356 bis 1383 wurde unter den Königen Karl V. und Karl VI. von Frankreich eine neue Stadtmauer errichtet. Sie umschloss 439 Hektar Land und erweiterte ihr Vorgängerbauwerk nur am rechten Flussufer, im Wesentlichen um das Stadtviertel Marais. Anlässlich des Mauerbaus durch Ludwig XIII wurde sie abgetragen. Dieser Bauabschnitt fand 1633 bis 1636 nach Plänen von Jacques Lemercier statt. Auch dieser erweiterte den Mauerring nur am rechten Seineufer. Der Abriss erfolgte ab 1670. Der Mauerring der Fermiers generaux umschloss 3370 Hektar Land. Er diente der Einhebung der indirekten Steuer (Akzise) auf Waren, die nach Paris gebracht wurden. Der Abriss erfolgte nach Erweiterung der Grenzen von Paris bis hin zum Thiers'schen Mauerkranz im Jahr 1860. Dies war ein Lieblingsprojekt des Bürgerkönigs Louis-Philippe. Diese mächtige, 33 Kilometer lange Stadtbefestigung mit ihren 94 Bastionen und 17 Stadttoren war eigentlich schon zur Zeit ihrer Errichtung völlig unzeitgemäß. Sie wurde 1919 geschleift.